# Руденко Леонід Анатолійович
Леонід Анатолійович Руденко (нар.. 16 липня 1985, Москва, РРФСР) — російський діджей, електронний музикант і продюсер. Музичні уподобання в плані діджеїнгу знаходяться у сфері стилів хауз, техно, транс, ембієнт та інших.

## Біографія
Займатися музикою Руденко почав з 12-річного віку . Музичні уподобання Леоніда були різні: "…мене надихали і Богдан Титомир, і радіо «Станція 106.8» з The Chemical Brothers і Prodigy. Потім захворів трансом… ".

## Кар'єра
Леонід став розсилати демозаписи до російських звукозаписних компаній, але вони не звернули на них уваги. Це лише надихало його, і він вирішив відправити свої композиції електронною поштою менеджерам західних компаній. Йому відповів менеджер Пола ван Дайка, і в підсумку Леонід створив 4 трека і 1 ремікс на композицію Пола. Це дозволило ознайомитися з його творчістю музикантам Данії, Голландії та Англії. Його треки потрапили до Armada Music і BlackHole (Нідерланди), а найбільший лейбл Бельгії запропонував контракт, який музикант і підписав. Треки Леоніда Руденко включені до різних збірників по всьому світу.
Першим треком музиканта, випущеним під справжнім ім'ям, стала пісня «Summerfish», записана ним у 2005—2006 роках. Влітку 2006 року реліз синглу відбувся в Голландії, Франції та Японії. Загалом, було продано більше 6000 грамплатівок, що зробило пісню лідером продажів легальної танцювальної музики в 2006 році. У червні 2007 року компанія Nervous випускає сингл у США. Трек здобув 1-ше місце по ротації на найбільшій американській танцювальної радіостанції.
У січні 2008 року на лейблі Egoiste (Німеччина) був виданий сингл «Real Life» з вокалом Vicky Fee ; випущена в тому ж році «Destination» стала першим виданим синглом у Росії. Наступний за ними " Everybody " отримав світовий успіх; у Великій Британії реліз синглу відбувся в лютому 2009 року, і йому вдалося зайняти в UK Singles Chart 24-емісце.
Презентація дебютного альбому музиканта — платівки Album, — відбулася 29 жовтня 2009 року. Портал «Мірмеджі» назвав диск «мутним і нецікавим», хоча «в плані звукорежисури, платівка виконана гідно».
Був запрошеним діджеєм на церемонію відкриття зимових Олімпійських ігор 2014 в Сочі.
З 2014 по 2015 рік зустрічався зі співачкою Іриною Дубцовою.

## Дискографія

### Студійні альбоми
- Album (2009)
- Parade of Nations (2014 року)

### Сингли
- Summerfish (feat. Daniella) (2006)
- Real Life (feat. Vicky Fee) (2008)
- Destination (feat. Nicco) (2008)
- Everybody (2009)
- Love Story (2010)
- I'm On Top (feat. Adara) (2010)
- Music (2010)
- Goodbye (Beautiful Eyes) (2010)
- Stranger (2011)
- Lost In Space (2012)
- Восточный экспресс (Мітя Фомін) (2012)
- Love Is A Crime (2013)
- Ні, не треба (за участю Жасмін) (2014 року)
- Яблучко (Apple) (2014 року)
- Згадувати (за участю Ірини Дубцової) (2014 року)
- Spirit Of The Past (2015)
- Wake Up (feat. Manizha (2016)
- Розтопи лід (за участю Саші Спілберг) (2016)
- Oh Oh (feat. VAD) (2016)
- Мужчина не танцует (за участю Іраклі) (2016)
- Москва-Нева (за участю Ірини Дубцової) (2017)
- Shake It (feat. Contro) (2017)
- Гудбаймайлав (2017)
- Белая птица (за участю Жасмін) (2017)
- Клетка (feat. ЕММА М) (2018)
- Go For The Gold (2018)
- Love & Lover (feat. Alina Eremia & Dominique Young Unique) (2018)
- Rain & Sun (за участю групи «АРИТМІЯ») (2019)
- Люблю как умею (за участю Маші Вебер) (2019)
- Зачем такая любовь? (за участю групи «АРИТМІЯ») (2020)
- Не тусил (за участю групи «АРИТМІЯ») (2020)
- Школьный медляк (за участю групи «АРИТМІЯ») (feat. Lazy Cat) (2020)

## Нагороди
- TOP 100 DJ Росії 2007 — 48-ме місце
- TOP 100 DJ России 2008 — 23-тє місце[6]
- TOP 100 DJ России 2009 — 23-тє місце
- TOP 100 DJ России 2010 — 18-те місце